# Гальєгос-де-Альтамірос
Гальєгос-де-Альтамірос (ісп. Gallegos de Altamiros) — муніципалітет в Іспанії, у складі автономної спільноти Кастилія-і-Леон, у провінції Авіла. Населення — 61 особа (2010).
Муніципалітет розташований на відстані близько 100 км на захід від Мадрида, 15 км на захід від Авіли.
На території муніципалітету розташовані такі населені пункти: (дані про населення за 2010 рік)
- Альтамірос: 32 особи
- Гальєгос: 29 осіб

## Демографія
Динаміка населення (INE ):